# Лискун Софія Валеріївна
Софі́я Вале́ріївна Лиску́н (7 лютого 2002, Луганськ) — українська стрибунка у воду. Неодноразова чемпіонка Європи.

## Життєпис

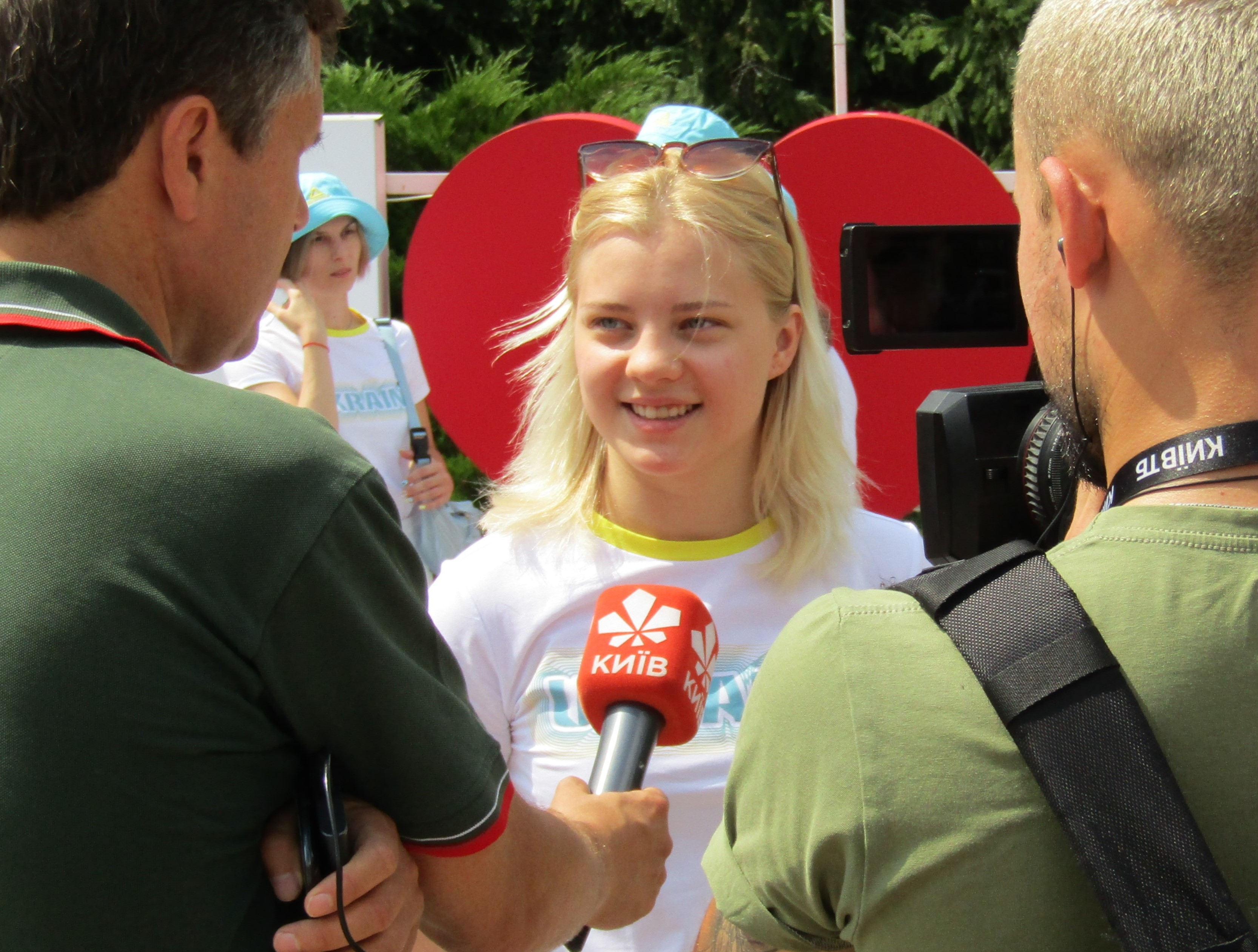
Софія Лискун дає інтерв'ю пресі напередодні від'їзду на Олімпіаду в Токіо (Київ, 2021)

Народилася в Луганську. З дитинства займалася спортом у СДЮШОР «Олімпійська надія». Перший тренер — Андрій Ширідега. Навчалася в Луганському обласному ліцеї-інтернаті фізичної культури й спорту.
Виступала на юнацьких змаганнях: чемпіонка України, Європи та призерка чемпіонату Європи серед юніорів (2017), віцечемпіонка і бронзова призерка III Юнацьких Олімпійських ігор (2018).
З 2014 року мешкає і тренується в Києві.
Після здобуття бронзової медалі на чемпіонаті Європи в Києві (2017) Софії Лискун призначено стипендію Президента України видатним спортсменам та тренерам України з олімпійських видів спорту.
Майстер спорту України міжнародного класу (2017).
Життєвий девіз: «Будь кращим!» Хобі — читання.
У листопаді 2024 року оголосила про запуск власного бренду купальників «Fenix», які створені з італійських матеріалів, що підлаштовуються під індивідуальні особливості тіла.

## Спортивні досягнення
- Чемпіонка Європи (2018 — командні змагання). На чемпіонаті Європи з водних видів спорту 2018 з Олегом Колодієм здобула «золото» в змаганнях змішаних пар у стрибках з 3-метрового трампліна та 10-метрової вишки.[3] На чемпіонаті Європи 2019 у Києві Софія Лискун перемогла в індивідуальних стрибках з 10-метрової вишки[4]. На чемпіонаті Європи з водних видів спорту 2024 року в Белграді, Сербія, перемогла в синхронних стрибках з вишки в дуеті з Ксенією Байло з результатом 288,78 бала[5].

Призерка чемпіонатів Європи:
- На п'ятому чемпіонаті Європи зі стрибків у воду, що відбувався у Києві у 2017 році, здобула бронзову нагороду в синхроні з Валерією Люлько на 10-метровій вишці[6].

На III Юнацьких Олімпійських іграх у Буенос-Айресі (жовтень 2018 р.) посіла друге місце у стрибках у воду з 10-метрової вишки та третє — у змішаній командній першості (з росіянином Русланом Терновим).
На чемпіонаті Європи з водних видів спорту в Будапешті, Угорщина, у синхронних стрибках з вишки в дуеті з Ксенією Байло з результатом 286,74 бала здобула бронзову нагороду.